# Creobroter fasciatus
Creobroter fasciatus är en bönsyrseart som beskrevs av Werner 1927. Creobroter fasciatus ingår i släktet Creobroter och familjen Hymenopodidae. Inga underarter finns listade i Catalogue of Life.